# Wendy Wood
Pour les articles homonymes, voir Wood.
Wendy Wood (née le 20 avril 1964) est une joueuse de tennis américaine, professionnelle dans la seconde moitié des années 1980.

## Palmarès

### Titre en simple dames
Aucun

### Finale en simple dames
Aucune

### Titre en double dames
| No | Date       | Nom et lieu du tournoi | Catégorie | Dotation | Surface    | Partenaire        | Finalistes                   | Score         |  |
| -- | ---------- | ---------------------- | --------- | -------- | ---------- | ----------------- | ---------------------------- | ------------- |  |
| 1  | 20-07-1987 | OTB Open Schenectady   |           | 27 500 $ | Dur (ext.) | Jennifer Goodling | Pat Medrado Cláudia Monteiro | 5-7, 6-2, 6-3 |  |

### Finale en double dames
Aucune

## Parcours en Grand Chelem

### En simple dames
| Année | Open d'Australie | Open d'Australie | Internationaux de France | Internationaux de France | Wimbledon | Wimbledon | US Open | US Open |
| 1988  | 2e tour (1/32)   | Nicole Provis    | -                        | -                        | -         | -         | -       | -       |

À droite du résultat, l’ultime adversaire.

### En double dames
| Année | Open d'Australie          | Open d'Australie          | Internationaux de France    | Internationaux de France    | Wimbledon                   | Wimbledon                 | US Open | US Open |
| 1988  | 3e tour (1/8) J. Goodling | M. Lindström Alison Scott | 1er tour (1/32) K. Schimper | Katrina Adams Zina Garrison | 1er tour (1/32) K. Schimper | Gretchen Rush Wendy White | -       | -       |

Sous le résultat, la partenaire ; à droite, l’ultime équipe adverse.

### En double mixte
N'a jamais participé à un tableau final.

## Classements WTA

### Classements en simple en fin de saison
| Année | 1986 | 1987 | 1988 |
| Rang  | 221  | 306  | 222  |

Source : (en) « Classements de Wendy Wood », sur le site officiel du WTA Tour

### Classements en double en fin de saison
| Année | 1986 | 1987 | 1988 |
| Rang  | 283  | 193  | 133  |

Source : (en) « Classements de Wendy Wood », sur le site officiel du WTA Tour